# 곰신

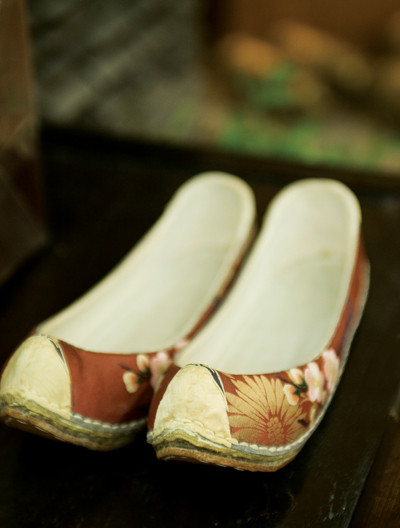
여성용 고무신

곰신은 남자 친구가 1년 6개월간의 의무 복무를 마치고 돌아오기를 기다리는 젊은 한국 여성을 가리키는 한국 용어이다. 이 용어는 고무신의 약자이다. 이는 군복무 중 버림받은 것을 완곡하게 표현한 '고무신을 거꾸로 신었다'에서 따온 것이다. 한국의 20~30대 여성들 사이에서 곰신을 흔히 찾아볼 수 있다.
곰신을 신는다는 표현은 한국 온라인에서 널리 사용되는 속어이다. "전투화"와 같이 남성을 묘사하는 용어가 있다. 여자친구가 남자친구에게 복무기간 내내 헌신적인 모습을 보인다면 '꽃신을 신는다'고 할 수 있다.